# Blagovéshchenskaya
Blagovéshchenskaya (del ruso: Благове́щенская) es una stanitsa del ókrug urbano de la ciudad-balneario de Anapa del krai de Krasnodar, en el sur de Rusia. Está situada a entre el limán Vitiázevski y el limán Kiziltashki, en la costa nordeste del mar Negro, 21 km al noroeste de la ciudad de Anapa y 145 km al oeste de Krasnodar. Tenía 2 675 habitantes en 2010.
Es cabeza del municipio rural Blagovéshchenskoye.

## Historia
La población fue fundada en 1836, siendo anulada en 1854 y restablecida en 1862. Hasta 1920 pertenecía la otdel de Temriuk del óblast de Kubán.

## Economía
Los principales recursos económicos de la localidad son los viñedos, el turismo (playas —40 km desde Anapa a Veselovka— y parque acuático) y la extracción de petróleo en los alrededores.

## Galería

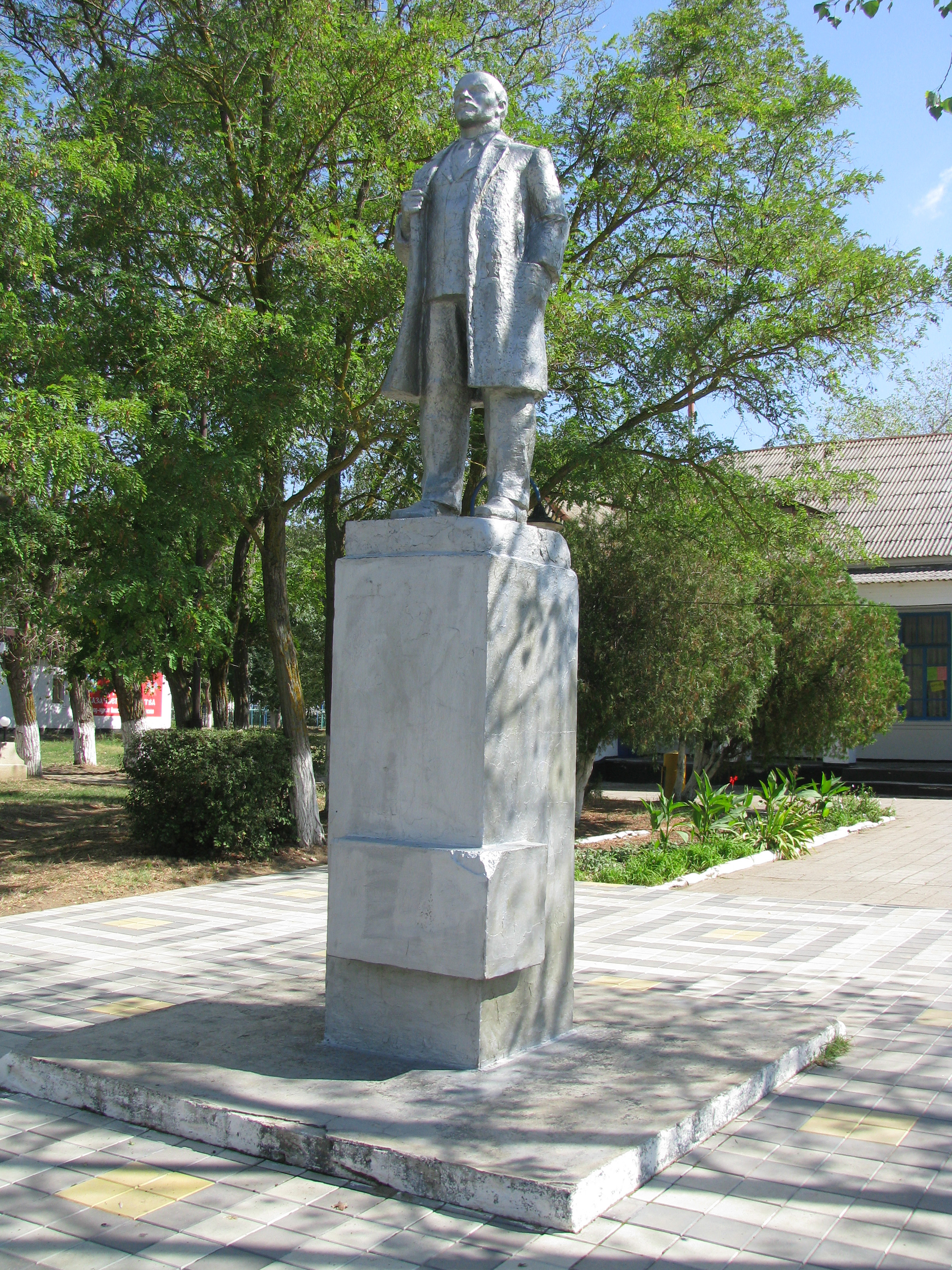
Edificio de la administración del municipio.
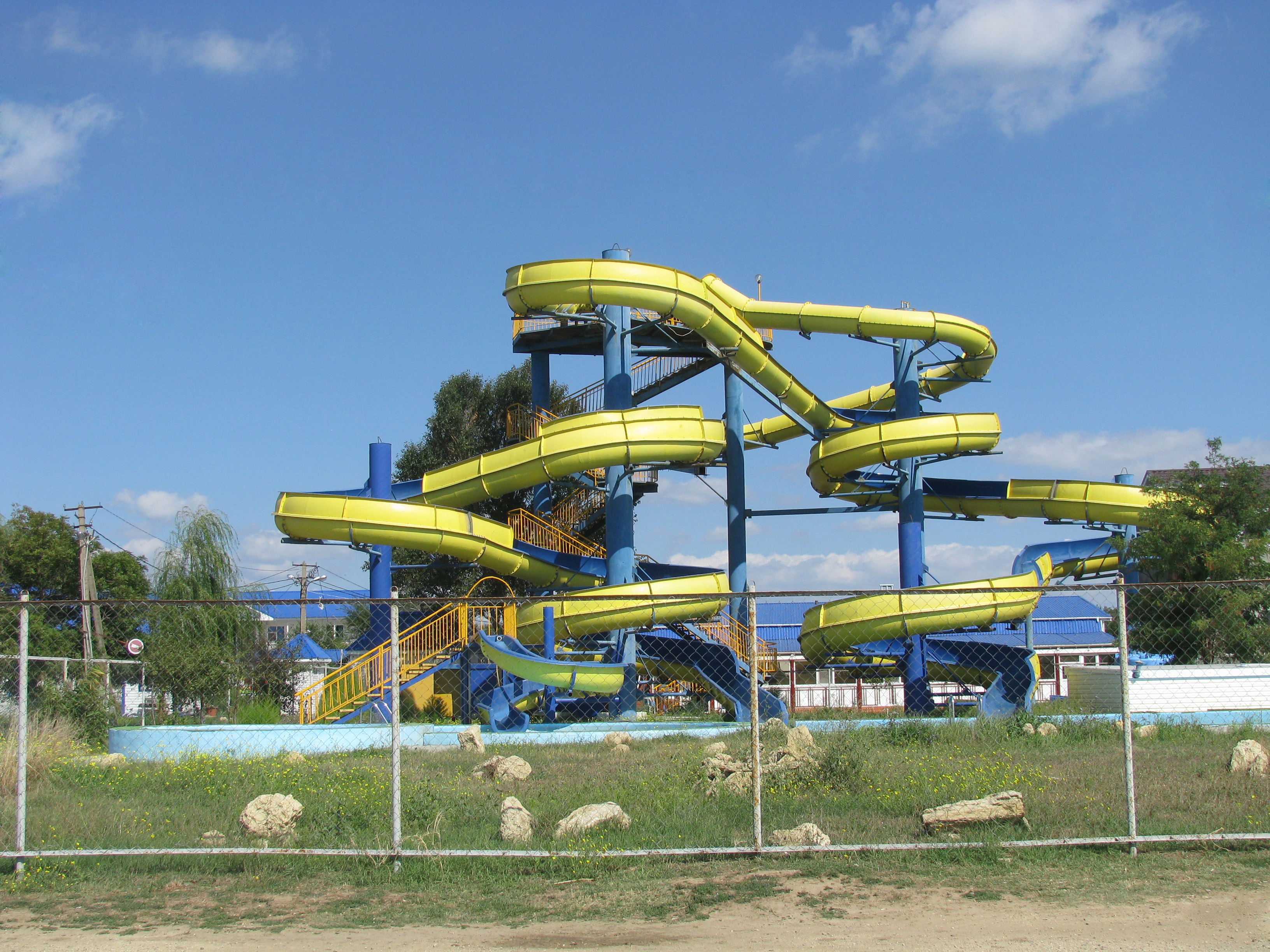
Parque acuático en la localidad.
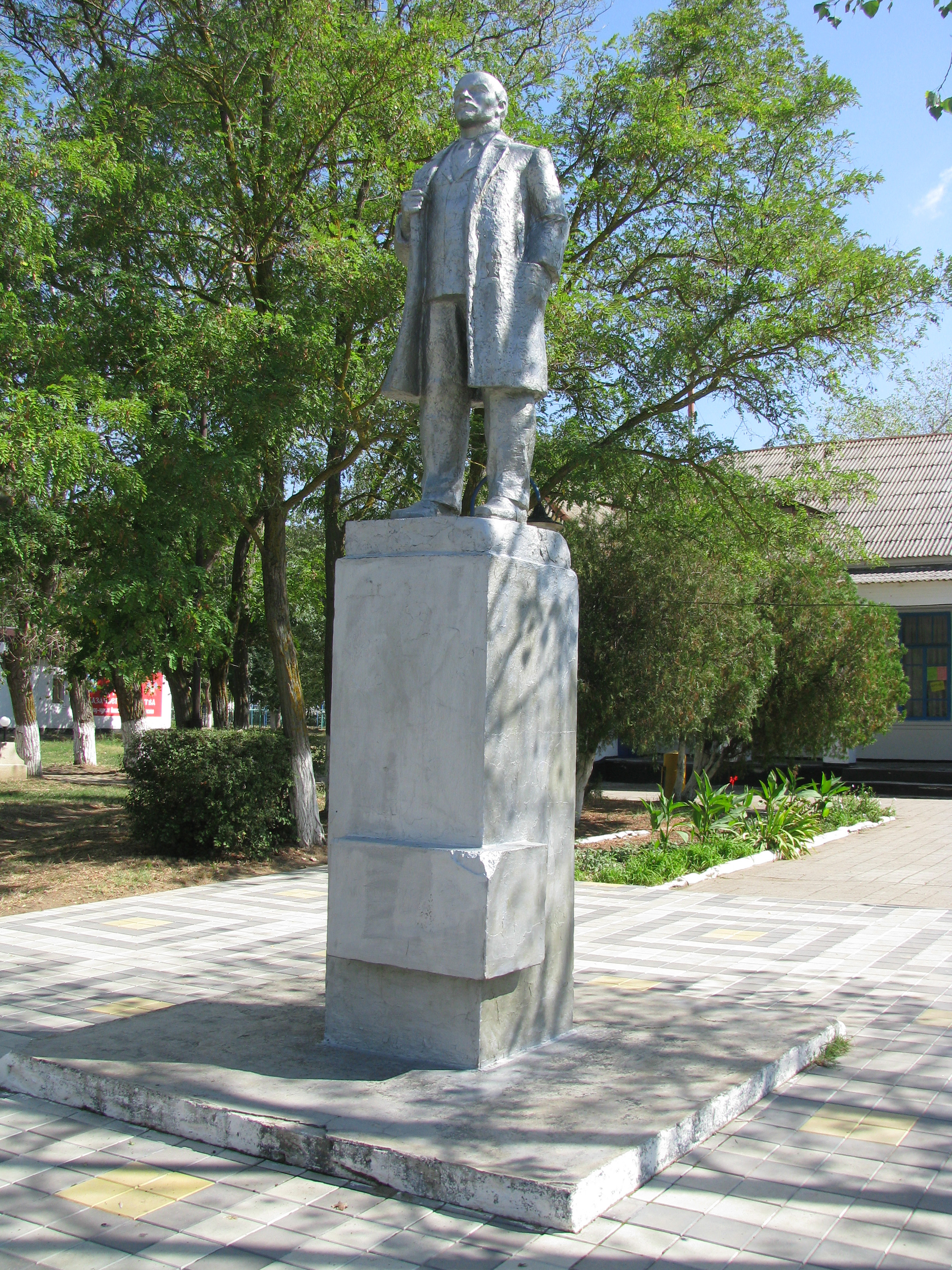
Monumento a Lenin.